# GLAAD
GLAAD je američka nevladina organizacija za praćenje medija, osnovana kao protest protiv klevetničkog izvještavanja o LGBT osobama. Nihov se program od tada proširio na industriju zabave i prikaz ovih grupa. Pokret je sada poznat samo pod inicijalima, jer bi se pod njegovim nekadašnjim punim imenom (Gay & Lesbian Alliance Against Defamation) moglo smatrati da isključuje biseksualna i transrodna pitanja.

## Povijest
Organizacija je osnovana 1985. godine u New Yorku, u znak prosvjeda protiv, kako su oni smatrali, klevetničkog i senzacionalističkog pokrivanja teme AIDS-a od strane New York Posta. GLAAD je izvršio pritisak na medijske organizacije da bi ih natjrao da prestanu s, po njima, homofobnim izvješćivanjem. Početni sastanci održani su u domovima nekoliko njujorških aktivista, kao i izvan radnog vremena u Vijeću za umjetnost države New York. U osnivačkoj grupi bio je povjesničar filma Vito Russo; Gregory Kolovakos, tada u zaposlen u Vijeću za umjetnost, a koji je kasnije postao prvi izvršni direktor; Darryl Yates Rist; Allen Barnett; Jewelle Gomez, prva blagajnica organizacije; i filmska kritičarka Marcia Pally, koja je kasnije obnašala dužnost predsjedavajuće uprave. Neki članovi GLAAD-a postali su rani članovi ACT UP-a.
Godine 1987., nakon sastanka s GLAAD-om, The New York Times je promijenio svoju uredničku politiku tako da koristi riječ "gay" umjesto oštrijih izraza koji se odnose na homoseksualnost. GLAAD se zalagao da Associated Press i drugi izvori vijesti s televizije i tiska slijede. Utjecaj GLAAD-a ubrzo se proširio na Los Angeles, gdje su organizatori počeli surađivati s industrijom zabave kako bi promijenili način prikazivanja LGBT osoba na ekranu.
Entertainment Weekly proglasio je GLAAD jednim od najmoćnijih holivudskih entiteta a Los Angeles Times opisao je GLAAD kao "možda jednu od najuspješnijih organizacija koja kod medija lobira za uključivost".
U prvih pet godina svog osnivanja u New Yorku kao Gej i lezbijska liga protiv klevete (ubrzo nakon toga promijenjena u "Gej i lezbijsko savezništvo protiv klevete" nakon pravnog pritiska Lige protiv klevete), osnovane su područnice GLAAD u Los Angeles i drugi gradovi, pri čemu podružnica u LA postaje posebno utjecajna zbog blizine kalifornijske industrije zabave. GLAAD / NY i GLAAD / LA na kraju bi izglasali spajanje 1994. godine, a ubrzo nakon toga pridružila bi se i druge gradske podružnice; međutim, podružnice i dalje postoje, a ceremonije dodjele GLAAD-ovih nagrada za medije podijeljene su svake godine u tri svečanosti održane u New Yorku, Los Angelesu i San Franciscu.
Nakon ostavke Jarretta Barriosa iz predsjedništva GLAAD-a 2011. godine, Mike Thompson obnašao je dužnost privremenog predsjednika do preuzimanja dužnosti od strane Herdona Graddicka, ranijeg potpredsjednika GLAAD-a za programe i komunikacije, 15. travnja 2012.
Godine 2013. Jennifer Finney Boylan izabrana je za prvu otvoreno transrodnu supredsjedateljicu nacionalnog odbora direktora GLAAD-a.

## Promjena imena
Dana 24. ožujka 2013., GLAAD je objavio da je formalno izbacio "Savez homoseksualaca i lezbijki protiv klevete" iz svog imena i da će sada biti poznat samo pod nazivom GLAAD kako bi točnije odražavao njihov rad; promjena imena bila je obveza uključivanja biseksualnih i transrodnih osoba u njihove napore da u cijelosti podrže LGBT zajednicu.

## Rukovodstvo
Trenutačna predsjednica i izvršna direktorica GLAAD-a je Sarah Kate Ellis. Ellis je preuzela funkciju 2014. godine i pod njezinim je vodstvom prihod GLAAD-a narastao za 38%. 2015. Ellis je angažirao Nicka Adamsa za direktora transrodnog medijskog programa.

### Izvršni direktori GLAAD/NY (1985–1994)
- Gregory Kolovakos (1985. – 1987)
- Craig Davidson (1987. – 1990.)
- Ellen Carton (1991. – 1995.)

### Rani članovi odbora / službenici
- Christopher Borden Paine (1985–? )
- Marcia Pally (1985–? )
- Amy Bauer (1986–? )

### Izvršni direktori GLAAD / LA (prije 1994.)
- Richard Jennings i Jehan Agrama (1989. – 1992.)
- Peter M. Nardi (1992–1993)
- Lee Werbel (1993–1994)

### Nakon spajanja (1994.-danas)
- William Waybourn (kao nacionalni izvršni direktor; 1995 - 1997.)
- Joan M. Garry (1997 - lipanj 2005.)
- Neil Giuliano (rujan 2005 - lipanj 2009.)
- J. Michael Durnil (privremeni; lipanj - rujan 2009.)
- Jarrett Barrios (rujan 2009 - lipanj 2011.)
- Mike Thompson (glumac) (lipanj 2011 - 2012.)
- Herndon Graddick (travanj 2012. - svibanj 2013.)
- Dave Montez (svibanj 2013. - studeni 2013.)
- Sarah Kate Ellis (2013 - danas)[10]